# Hildegarda od Vinzgaua
Hildegarda od Vinzgaua (Hilda; 758. – Thionville, Moselle, 30. travnja 783.) bila je kraljica Akvitanije, Italije, Burgundije i Franačke, druga supruga Karla Velikog, koji ju je oženio 771.
Bila je kći Gerolda od Vinzgaua i Eme Alemanske.
Djeca Karla i Hildegarde:
- Pipin, kralj Italije[4]
- Karlo Mlađi[5]
- Adelajda (o. 773. - ?)
- Rotruda[6]
- Ljudevit I. Pobožni, muž Ermengarde
- Lotar
- Berta Franačka
- Gizela Franačka
- Hildegarda (782. – ?)